# Дейш, Элла
Элла Дейш — британская активистка по защите окружающей среды, которая проводит кампании, убеждающие розничных продавцов и производителей отказаться от пластика в продуктах для менструального цикла. В феврале 2018 года, работая почтальоном, она запустила кампанию End Period Plastic; позднее она сделала активизм единственной своей работой. Би-би-си включила Дейш в свой ежегодный список 100 вдохновляющих и влиятельных женщин 2019 года.
«Менструальные товары являются пятым по распространённости предметом, который находят на пляжах Европы. … Считается, что 200 000 тонн [таких] материалов ежегодно оказываются на свалках Великобритании». Около 90 % менструальных прокладок изготовлены из пластика.
В декабре 2018 года Дейш запустила кампанию Eco Period Box, направленную на борьбу с менструальной бедностью: она организовала по всей Великобритании раздачу многоразовых товаров для месячных, не содержащих пластик. В 2019 году она помогла убедить городской совет округа Кайрфилли потратить все деньги гранта на предоставление школам бесплатных средств для менструального цикла на экологически чистые продукты.

## Награды и признание
- Включена в список BBC Radio 4 Woman’s Hour Power 2020[9]
- Одна из 100 женщин Би-би-си 2019 года[10]